# Isaías Coelho
Isaías Coelho là một đô thị thuộc bang Piauí, Brasil. Đô thị này có diện tích 664,66 km², dân số năm 2007 là 7753 người, mật độ 11,66 người/km².